# Jon Turteltaub
Jonathan Charles „Jon” Turteltaub (ur. 8 sierpnia 1963 w Nowym Jorku) – amerykański reżyser i producent filmowy.

## Życiorys
Urodził się w Nowym Jorku w rodzinie żydowskiej jako syn Shirley (z domu Steinberg) i Saula Turteltauba, producenta telewizyjnego/scenarzysty. Wychowywał się z bratem Adamem. Uczęszczał do Beverly Hills High School. W 1985 ukończył Wesleyan University. W 1988 został absolwentem Szkoły Sztuki Filmowej i Telewizyjnej na Uniwersytecie Południowej Kalifornii.
6 lipca 2006 ożenił się z Amy Eldon, z którą ma troje dzieci.

## Filmografia

### filmy
- Więcej czadu (Think Big, 1989) reżyseria, scenariusz
- Odlotowy trabant (Driving Me Crazy, 1991) reżyseria, scenariusz
- Trzech małolatów ninja (3 Ninjas, 1992) reżyseria
- Reggae na lodzie (Cool Runnings, 1993) reżyseria
- Ja cię kocham, a ty śpisz (While You Were Sleeping, 1995) reżyseria
- Fenomen (Phenomenon, 1996) reżyseria
- Rakietą w kosmos (RocketMan, 1997) produkcja
- Instynkt (Instinct, 1999) reżyseria
- Dzieciak (The Kid, 2000) reżyseria, produkcja
- More, Patience (2001) reżyseria
- Skarb narodów (National Treasure, 2004) reżyseria, produkcja
- Skarb narodów: Księga tajemnic (National Treasure: Book of Secrets, 2007) reżyseria, produkcja
- Uczeń czarnoksiężnika (The Sorcerer’s Apprentice, 2010) reżyseria

### seriale
- Z Ziemi na Księżyc (From the Earth to the Moon, 1998) reżyseria (1 odcinek)
- Jerycho (Jericho, 2006-2008) reżyseria (2 odcinki), produkcja (25 odcinków)
- Wyspa Harpera (Harper’s Island, 2009) reżyseria (1 odcinek), produkcja (13 odcinków)

## Nagrody i nominacje
| Rok  | Nagroda                                | Kategoria                                               | Tytuł                     | Rezultat |
| ---- | -------------------------------------- | ------------------------------------------------------- | ------------------------- | -------- |
| 1999 | Nagroda Amerykańskiej Gildii Reżyserów | Najlepsze osiągnięcie reżyserskie w filmie telewizyjnym | Z Ziemi na Księżyc (1998) | Wygrana  |